# Dombarabyranahalli, Bhadravati
Dombarabyranahalli là một làng thuộc tehsil Bhadravati, huyện Shimoga, bang Karnataka, Ấn Độ.